# 弗洛拉克三河镇
弗洛拉克三河镇（法語：Florac Trois Rivières，法語發音：[flɔʁak tʁwa ʁivjɛʁ] ⓘ），法国南部城市，奥克西塔尼大区洛泽尔省的一个市镇，同时也是该省的一个副省会，下辖弗洛拉克区，其市镇面积为48.39平方公里，2022年1月1日时人口数量为2,111人，在法国城市中排名第5,233位。
弗洛拉克三河镇位于洛泽尔省南部，塞文山脉腹地，因其境内的塔恩河、塔尔农河和米芒特河三条河流而得名，是塞文国家保护区的组成部分，也是一个区域性的中心城市，法国国道N106线由此通过。

## 地名来源
根据当地官方网站的论述，“Florac”一名的来源尚存在争议：可能出自人名“Florus”；亦可能转写自拉丁语“Flor Acqus”，后者意为“水上的花朵”。
弗洛拉克三河镇所处区域历史上曾通行奥克语，“Florac”在奥克语维基百科及Openstreetmap中对应的拼写形式与法语相同。
此外，尽管中文译名中含有“镇”，但其官方原名“Florac Trois Rivières”中并无“城镇、市镇”之含义。

## 历史

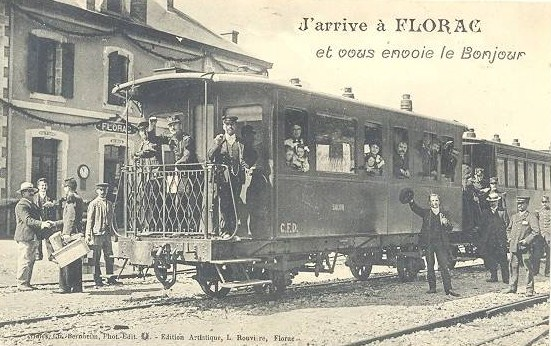
20世纪初的弗洛拉克火车站

弗洛拉克三河镇成立于2016年1月1日，由弗洛拉克和拉萨勒普吕内两个市镇合并而成，其中前者为政府驻地。
在合并前，弗洛拉克为洛泽尔省的一个副省会，也是该区域的核心市镇。古典时期，该区域为加巴勒人的活动范围。公元五世纪时，圣吉勒修道院的道士在弗洛拉克兴建了当地首座教堂，弗洛拉克亦被设立为一处天主教堂区。公元九世纪时，弗洛拉克附近的一处高地上建成了一座城堡。1130年，拉谢斯迪约修道院的道士又在弗洛拉克兴建了一处天主教讲堂。1215年，弗洛拉克成为安迪兹家族的一处领地，其领主安迪兹的雷蒙（Raymond d'Anduze）获得了男爵爵位。1291年，弗洛拉克获得了市镇自由贸易宪章。14世纪时，弗洛拉克城墙建成，该城墙有12座塔楼和2处城门。1550年，弗洛拉克兴建了当地首座新教教堂。宗教战争期间，弗洛拉克遭到严重破坏，当地的城墙屡次被毁。1685年《南特敕令》颁布后，弗洛拉克的保守天主教徒组织军力，对当地的新教徒展开围攻，战争持续到了十八世纪初。法国大革命后，弗洛拉克成为洛泽尔省的一个市镇，并在1793至1801年间为该省的一个地区行署，后改制为副省会。20世纪初，弗洛拉克所处区域遭遇棉铃虫疫情，当地的丝绸和纺织手工业遭到重创。1909年，弗洛拉克—圣塞西尔当多尔日铁路建成通车，该铁路于1968年停运并拆除。
拉萨勒普吕内历史上长期为一处普通农业村落，法国大革命后成为一个独立市镇。

## 地理

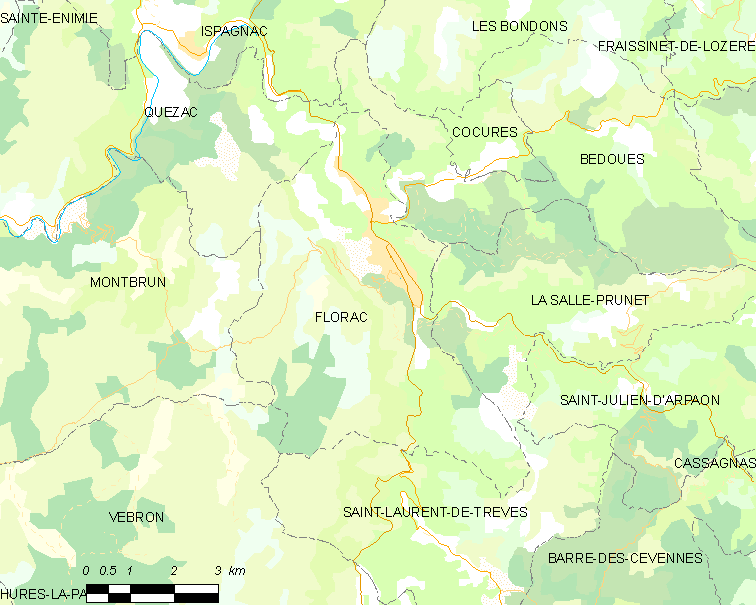
弗洛拉克市镇范围地图

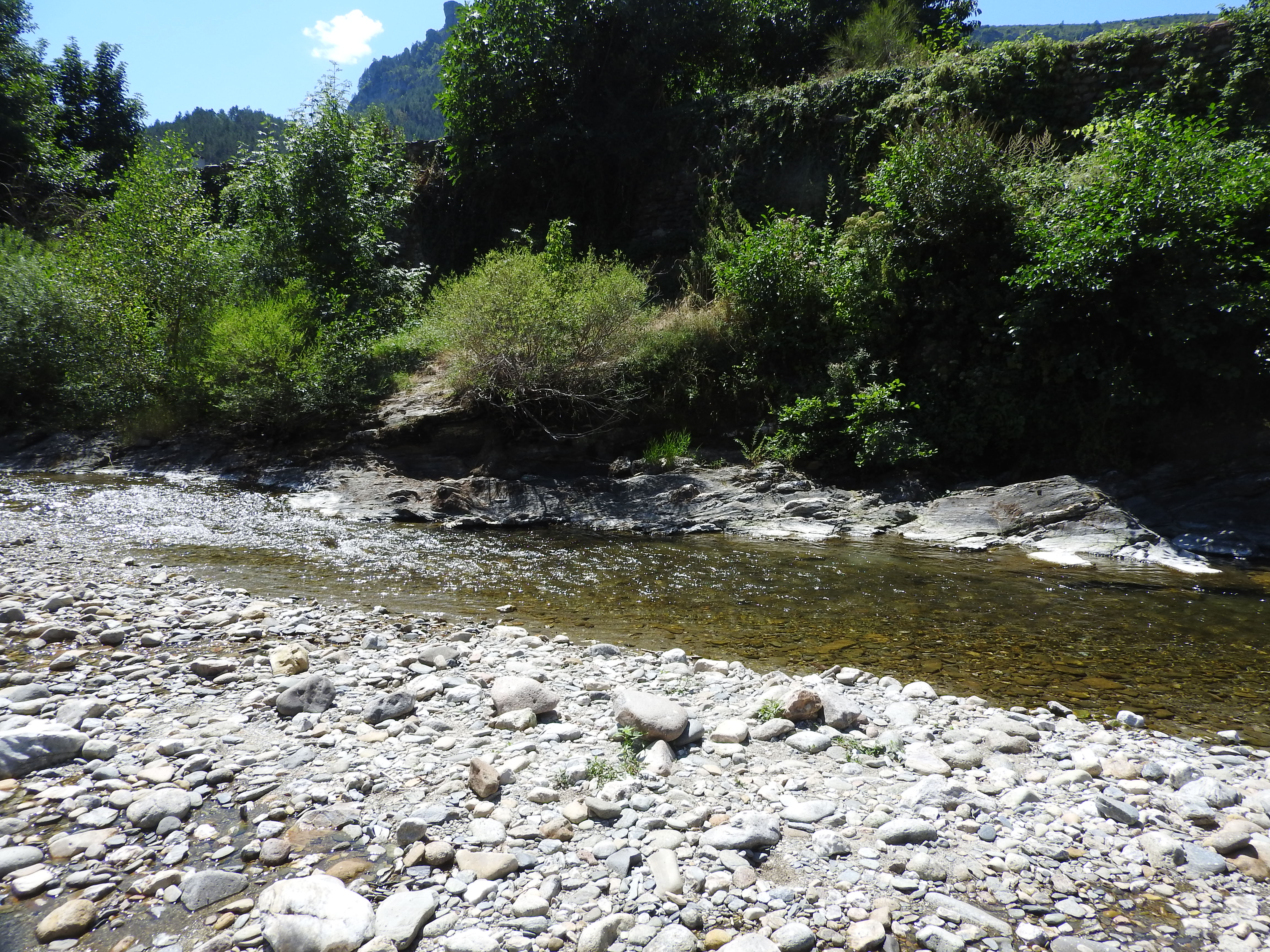
塔尔农河的一处河滩

弗洛拉克三河镇位于法国南部，奥克西塔尼大区东部和洛泽尔省南部，距离省会芒德大约39公里。与弗洛拉克三河镇接壤的市镇包括：贝杜埃斯-科屈雷斯、戈尔日迪塔恩科斯、韦布龙、蓬德蒙韦尔-叙德蒙洛泽尔和康和塞文。

### 地形
弗洛拉克三河镇位于法国中央高原南部，塞文山脉腹地，塔恩峡谷南侧，境内以山地为主，市镇中心位于一处地势较为平坦的河谷地带，周边为陡峭的山地，全境海拔在522到1,179米之间。

### 水文
弗洛拉克三河镇位于加龙河流域范围内，塔恩河自东向西流经市区北部，其左岸支流塔尔农河自东南向西北穿过弗洛拉克三河镇的镇中心，米芒特河则自南向北在境内南部注入塔尔农河。

### 植被
弗洛拉克三河镇属于温带阔叶混交林区，部分高海拔地区有针叶林分布，林地广泛分布于山地及河流附近。
在鲜花城市的评比中，弗洛拉克三河镇暂未被评级。

### 气候
弗洛拉克三河镇在柯本气候分类法中属于带有温带特征的山地气候。
弗洛拉克三河镇境内设有气象站，以下为该气象站的数据（其中日照数据取自米约）：
| 弗洛拉克 1981年－2019年 | 弗洛拉克 1981年－2019年 | 弗洛拉克 1981年－2019年 | 弗洛拉克 1981年－2019年 | 弗洛拉克 1981年－2019年 | 弗洛拉克 1981年－2019年 | 弗洛拉克 1981年－2019年 | 弗洛拉克 1981年－2019年 | 弗洛拉克 1981年－2019年 | 弗洛拉克 1981年－2019年 | 弗洛拉克 1981年－2019年 | 弗洛拉克 1981年－2019年 | 弗洛拉克 1981年－2019年 | 弗洛拉克 1981年－2019年 |
| 月份                    | 1月                     | 2月                     | 3月                     | 4月                     | 5月                     | 6月                     | 7月                     | 8月                     | 9月                     | 10月                    | 11月                    | 12月                    | 全年                    |
| ----------------------- | ----------------------- | ----------------------- | ----------------------- | ----------------------- | ----------------------- | ----------------------- | ----------------------- | ----------------------- | ----------------------- | ----------------------- | ----------------------- | ----------------------- | ----------------------- |
| 历史最高温 °C（°F）     | 20.5 (68.9)             | 23 (73)                 | 26 (79)                 | 29 (84)                 | 33.7 (92.7)             | 37.3 (99.1)             | 39 (102)                | 39.4 (102.9)            | 34 (93)                 | 30.1 (86.2)             | 22 (72)                 | 18.7 (65.7)             | 39.4 (102.9)            |
| 平均高温 °C（°F）       | 7 (45)                  | 8.7 (47.7)              | 12.6 (54.7)             | 15.3 (59.5)             | 19.7 (67.5)             | 24.1 (75.4)             | 27.4 (81.3)             | 27 (81)                 | 22.3 (72.1)             | 16.6 (61.9)             | 10.9 (51.6)             | 7.4 (45.3)              | 16.6 (61.9)             |
| 日均气温 °C（°F）       | 3 (37)                  | 3.8 (38.8)              | 7 (45)                  | 9.4 (48.9)              | 13.5 (56.3)             | 17.1 (62.8)             | 19.9 (67.8)             | 19.4 (66.9)             | 15.5 (59.9)             | 11.7 (53.1)             | 6.7 (44.1)              | 3.6 (38.5)              | 10.9 (51.6)             |
| 平均低温 °C（°F）       | −1 (30)                 | −1 (30)                 | 1.5 (34.7)              | 3.6 (38.5)              | 7.3 (45.1)              | 10.2 (50.4)             | 12.3 (54.1)             | 11.8 (53.2)             | 8.8 (47.8)              | 6.8 (44.2)              | 2.5 (36.5)              | −0.2 (31.6)             | 5.2 (41.4)              |
| 历史最低温 °C（°F）     | −20 (−4)                | −15 (5)                 | −15.5 (4.1)             | −6 (21)                 | −4 (25)                 | −3 (27)                 | 2.8 (37.0)              | 1 (34)                  | −1 (30)                 | −6 (21)                 | −11 (12)                | −17.3 (0.9)             | −20 (−4)                |
| 平均降水量 mm（）       | 95.6 (3.76)             | 73.6 (2.90)             | 61.6 (2.43)             | 109.1 (4.30)            | 96.1 (3.78)             | 64 (2.5)                | 40.8 (1.61)             | 55.4 (2.18)             | 109 (4.3)               | 129 (5.1)               | 129.7 (5.11)            | 109.8 (4.32)            | 1,073.7 (42.27)         |
| 月均日照時數            | 100.3                   | 126.9                   | 173                     | 183.4                   | 217.6                   | 262.1                   | 296                     | 260.9                   | 207.7                   | 132.1                   | 99.6                    | 98.1                    | 2,157.7                 |
| 来源：infoclimat.fr     |                         |                         |                         |                         |                         |                         |                         |                         |                         |                         |                         |                         |                         |

## 行政区划
弗洛拉克三河镇的市镇编号为48061，邮政编号为48400。
在行政管理方面，弗洛拉克三河镇隶属于法国奥克西塔尼大区洛泽尔省，同时也是该省的一个副省会，下辖弗洛拉克区；在地方选举方面，弗洛拉克三河镇是弗洛拉克三河镇县的中央投票站所在地，其市镇范围全境被划入洛泽尔省选区；在社会管理方面，弗洛拉克三河镇是峡谷-科斯-塞文市镇公共社区的办公驻地。
截至2023年7月，弗洛拉克三河镇市镇范围内暂无任何城市敏感街区及城市政策优先街区。
法国国家统计与经济研究所（简称）在进行数据统计时，未将弗洛拉克三河镇划入任何城市核心区（Unité urbaine）、城市区（Aire urbaine）及城市辐射区（Aire d'attraction）。此外，还将弗洛拉克及拉萨勒普吕内各自看作一个整体的“块区”（IRIS），以便于统计人口分布情况。

## 交通

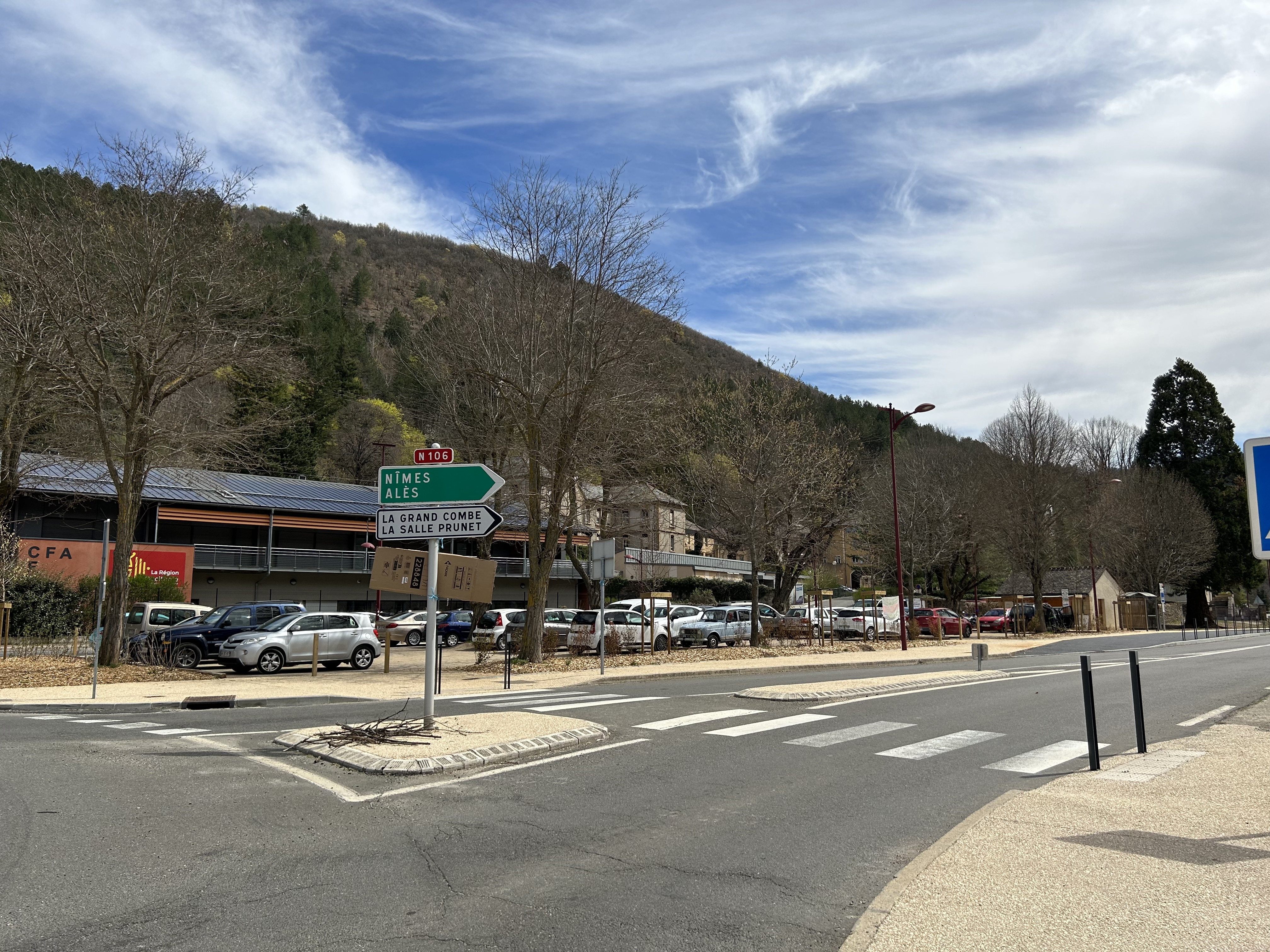
途径弗洛拉克的国道N106线

### 公路
法国国道N106线和多条洛泽尔省省道在弗洛拉克三河镇境内交汇。奥克西塔尼大区下属的城际客运提供251线城际巴士，可前往芒德和阿莱斯。
| 39.1 | 49 |

| 芒德 | 39 |

| 阿莱斯 | 65 |

| 巴尔谢日 | 32 |

2019年，45.8%的弗洛拉克三河镇家庭拥有至少一辆私人汽车。2021年，弗洛拉克三河镇境内共发生各类交通事故1起，造成1人受伤。

### 铁路
弗洛拉克三河镇位于弗洛拉克—圣塞西尔当多尔日铁路的西端，该铁路已于1968年关闭，原有的弗洛拉克站主站房被另作他用。
距离弗洛拉克三河镇最近的运营中的客运铁路车站为32公里外的巴尔谢日堡站，该站停靠往返于马尔沃若勒和芒德一线的区域列车。

### 航空
弗洛拉克三河镇距离尼姆机场的公路里程大约122公里，距离罗德兹机场和勒皮机场则均在130公里左右。

### 城市公共交通
截至2023年7月，弗洛拉克三河镇暂无城市公共交通系统。

## 政治

### 市政内阁

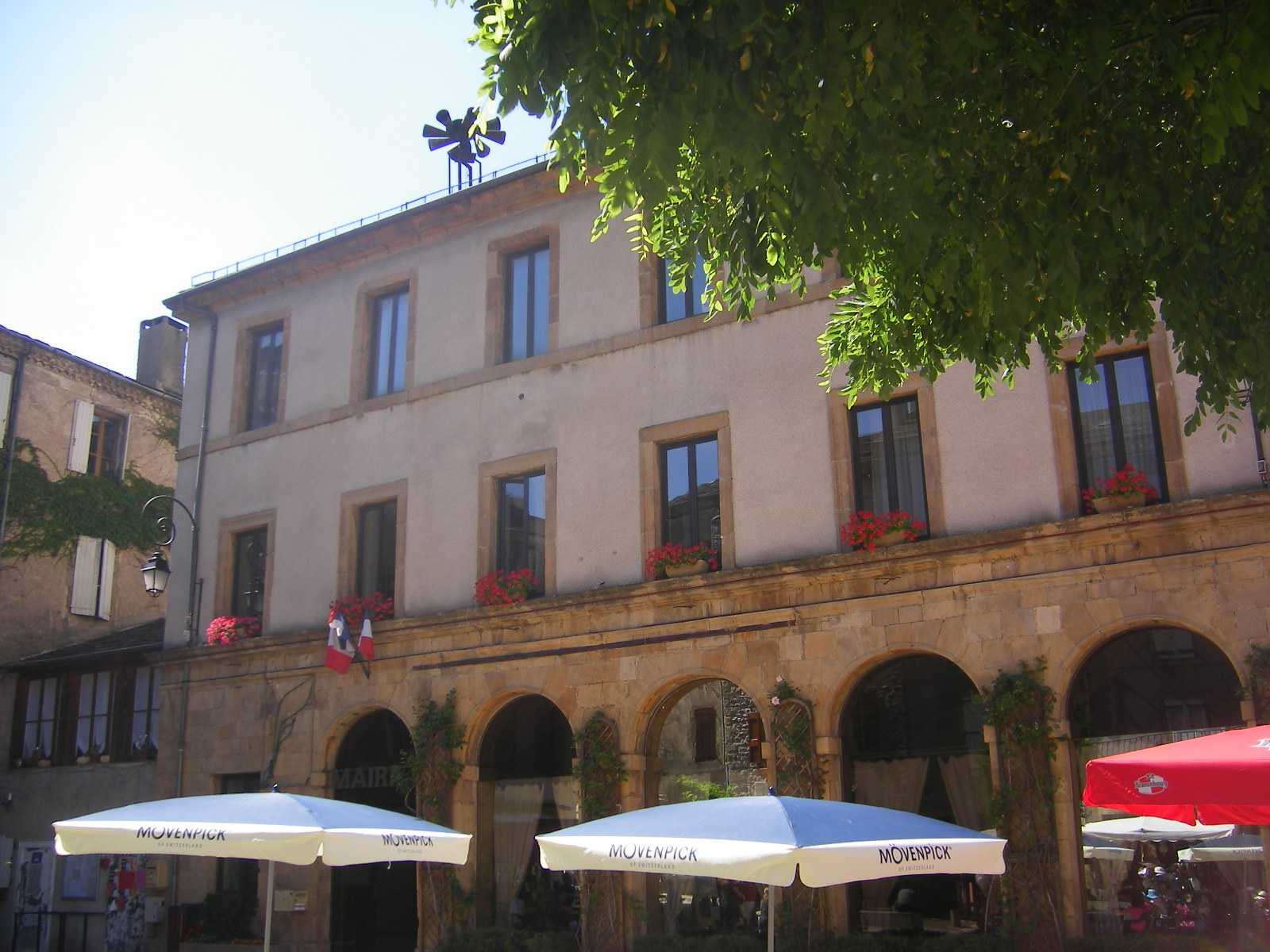
弗洛拉克三河镇市政厅

弗洛拉克三河镇的现任市长为弗洛尔·泰龙女士（Flore THÉROND），她是一名左翼无党派人士，在2020年的市政选举中获得了56.15%的支持率。
| 弗洛拉克三河镇历届市长 | 弗洛拉克三河镇历届市长           | 弗洛拉克三河镇历届市长           |
| 任期                   | 市长                             | 党派                             |
| ---------------------- | -------------------------------- | -------------------------------- |
| 2016年－2020年         | Christian HUGUET 克里斯蒂安·于盖 | DVG左翼无党派人士                |
| 2020年－               | Flore THÉROND 弗洛尔·泰龙        | PCF法国共产党 →DVG左翼无党派人士 |

在弗洛拉克三河镇成立之时，弗洛拉克和拉萨勒普吕内的市长分别为克里斯蒂安·于盖先生（Christian HUGUET）和塞尔日·格拉塞先生（Serge GRASSET）。
| 弗洛拉克历届市长 | 弗洛拉克历届市长                 | 弗洛拉克历届市长  |
| 任期             | 市长                             | 党派              |
| ---------------- | -------------------------------- | ----------------- |
| 1977年－1989年   | Fortuné CHABROL 福蒂内·沙布罗尔  | PS社会党          |
| 1989年－2001年   | Jacques GASPÉRIN 雅克·加斯佩兰   | PS社会党          |
| 2001年－2014年   | Daniel VELAY 达尼埃尔·弗莱       | PCF法国共产党     |
| 2014年－2016年   | Christian HUGUET 克里斯蒂安·于盖 | DVG左翼无党派人士 |

### 各级选举
| 弗洛拉克三河镇历届投票选举结果 | 弗洛拉克三河镇历届投票选举结果 | 弗洛拉克三河镇历届投票选举结果 | 弗洛拉克三河镇历届投票选举结果 | 弗洛拉克三河镇历届投票选举结果 | 弗洛拉克三河镇历届投票选举结果 | 弗洛拉克三河镇历届投票选举结果 | 弗洛拉克三河镇历届投票选举结果 | 弗洛拉克三河镇历届投票选举结果 | 弗洛拉克三河镇历届投票选举结果 |
| 选举项目                       | 选举范围                       | 选区单位                       | 选区单位内的选举结果           | 选区单位内的选举结果           | 选区单位内的选举结果           | 选区单位内的选举结果           | 选区单位内的选举结果           | 选区单位内的选举结果           | 参考资料                       |
| 选举项目                       | 选举范围                       | 选区单位                       | 第一轮胜出者                   | 第一轮胜出者                   | 支持率                         | 第二轮胜出者                   | 第二轮胜出者                   | 支持率                         | 参考资料                       |
| ------------------------------ | ------------------------------ | ------------------------------ | ------------------------------ | ------------------------------ | ------------------------------ | ------------------------------ | ------------------------------ | ------------------------------ | ------------------------------ |
| 2017年法國總統選舉             | 法國                           | 市镇                           |                                | 让-吕克·梅朗雄                 | 33.96%                         |                                | 埃马纽埃尔·马克龙              | 77.85%                         | [ 23 ]                         |
| 2017年法国立法选举             | 洛泽尔省选区                   | 市镇                           |                                | 皮埃尔·莫雷尔阿吕西耶          | 22.02%                         |                                | 弗朗西斯·帕隆比                | 52%                            | [ 23 ]                         |
| 2019年欧洲议会选举             | 法國                           | 市镇                           |                                | 亚尼克·雅多                    | 17.05%                         | （不适用）                     | （不适用）                     | （不适用）                     | [ 26 ]                         |
| 2021年法国省级选举             | 洛泽尔省                       | 县                             |                                | 德尼·贝特朗 吉莱娜·庞泰尔      | 60.97%                         |                                | 德尼·贝特朗 吉莱娜·庞泰尔      | 60.42%                         | [ 27 ]                         |
| 2021年法国省级选举             | 洛泽尔省                       | 市镇                           |                                | 德尼·贝特朗 吉莱娜·庞泰尔      | 50.2%                          |                                | 德尼·贝特朗 吉莱娜·庞泰尔      | 59.33%                         | [ 27 ]                         |
| 2021年法国大区选举             | 奧克西塔尼大區                 | 市镇                           |                                | 卡萝尔·德尔加                  | 56.96%                         |                                | 卡萝尔·德尔加                  | 80.68%                         | [ 28 ]                         |
| 2022年法国总统选举             | 法國                           | 市镇                           |                                | 让-吕克·梅朗雄                 | 36.67%                         |                                | 埃马纽埃尔·马克龙              | 65.62%                         | [ 23 ]                         |
| 2022年法国立法选举             | 洛泽尔省选区                   | 市镇                           |                                | 桑德里娜·德卡夫                | 47.01%                         |                                | 桑德里娜·德卡夫                | 59.25%                         | [ 23 ]                         |

## 人口
2020年，弗洛拉克三河镇市镇人口数量为2,082，在法国排名第5,233位。其中男性1,018人，女性1,049人，75岁及以上人口占11.5%，外籍人口数量为218人，人口密度为70人/平方公里，当地居民被称为（男性）或（女性）。2020年，弗洛拉克三河镇境内出生21人，死亡人口27人。
| 弗洛拉克三河镇2016年－2020年人口变化情况 |
|                                          |
| 数据来源：INSEE                          |

## 经济
弗洛拉克三河镇是一个区域性的中心城市。截至2023年7月，原弗洛拉克市镇范围内共有各类用人单位（包含自雇）187家，平均历史为19年，2023年5月至7月间，当地的经济活力指数为0。（内衣生产）、（食品销售）及（餐饮）是当地2021年营业额最高的三个企业，分别为3,224,883欧元、662,174欧元和92,747欧元。

## 财政与居民收入
2021年，弗洛拉克三河镇的财政收入总额为2,792,220欧元，财政支出总额为2,434,040欧元，当年的债务总额为2,952,280欧元。2021年，弗洛拉克三河镇市镇通过增值税获得424,030欧元的收入，此外当地还共获得了701,240欧元的国家直接财政补助。
2019年，弗洛拉克三河镇的人均月收入总额为1,801欧元，其中高级职员为2,533欧元，低于法国平均水平（4,230欧元）；中级职员为2,008欧元，低于法国平均水平（2,411欧元）；普通职员为1,595欧元，亦低于法国平均水平（1,740欧元）。
2019年，弗洛拉克三河镇境内的青壮年（15至64岁）失业率为16.2%；当地35.0%的家庭拥有纳税资格，平均纳税1,876欧元，低于法国平均水平（4,393欧元）。

## 社会事务

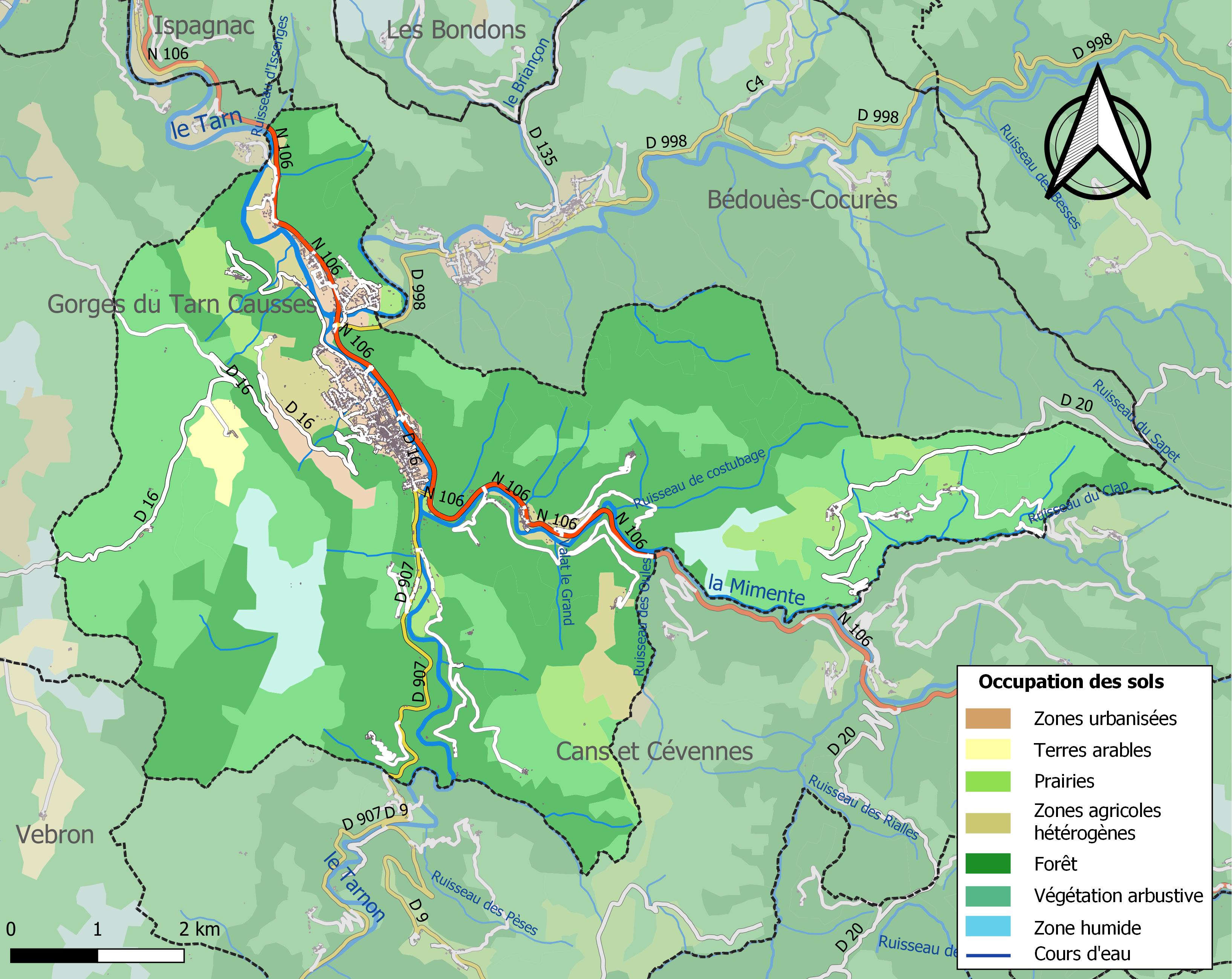
弗洛拉克三河镇土地利用情况地图

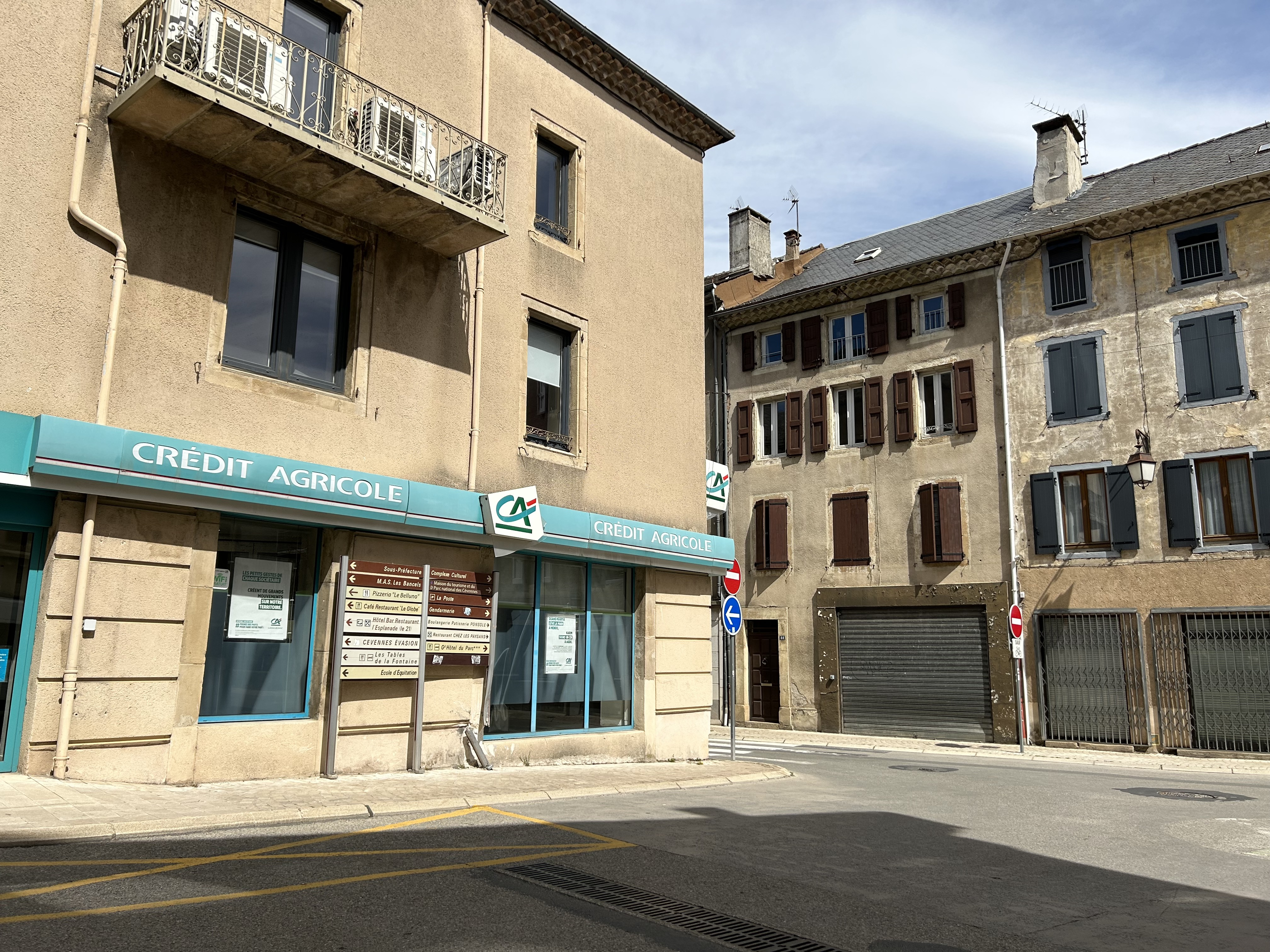
弗洛拉克三河镇镇中心的农业银行

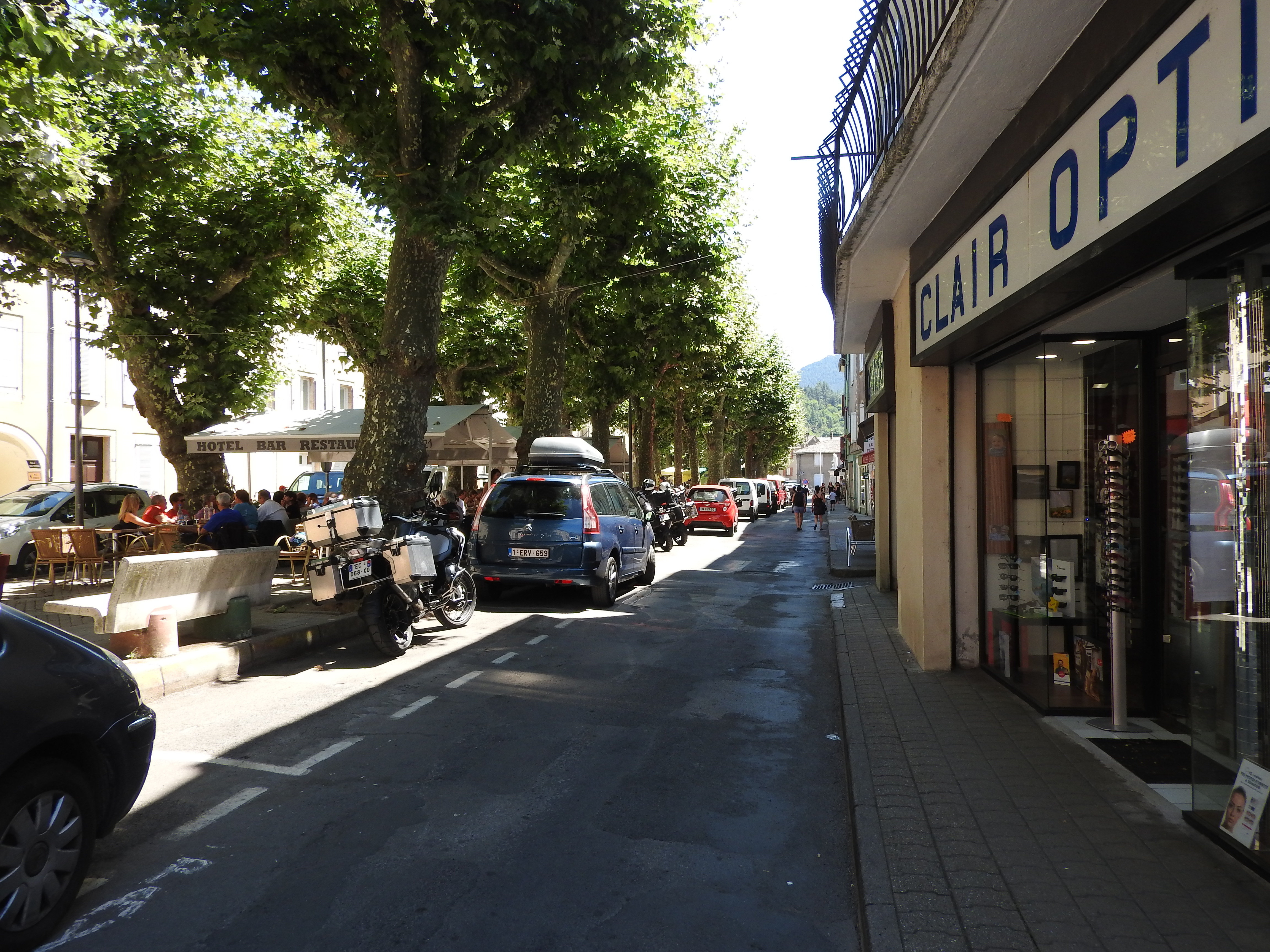
马索·法雷勒街的商铺

### 教育
弗洛拉克三河镇属于蒙彼利埃学区。截至2021年1月1日，弗洛拉克三河镇境内共有1所幼儿园、2所小学和1所初级中学。2021至2022学年度，弗洛拉克三河镇境内共有在校中等教育阶段学生266名。

### 医疗
截至2021年1月1日，弗洛拉克三河镇境内共有全科医生3名、保健师4名、牙医1名、护士5名和助产士1名。境内共有药房2家、残疾人帮扶中心1家。
弗洛拉克三河镇中心医院，全名为“泰奥菲勒·鲁塞尔中心医院”（Centre Hospitalier Théophile Roussel），是法国的一个区域性医疗机构，其主病区位于弗洛拉克三河镇市区，设有床位140个，是当地规模最大的公立综合性医院。

### 住房
2019年，弗洛拉克三河镇境内共有各类住房1,718套，其中68.7%为独立式居民区，27.9%为集中式居民区。常住房屋占弗洛拉克三河镇市镇范围内居民建筑总量的55.9%。
在住房保障政策方面，2021年，弗洛拉克三河镇境内共有246户家庭获得了住房经济补助，受益人数占总人口数量的11.8%，其中234份为房租补助。

### 商业
2021年，弗洛拉克三河镇境内共有各类实体商铺85家，其中餐厅20家、大型超市3家、杂货店2家、面包房3家、肉铺3家、书店3家、装饰品店1家、银行门店2家、美容美发店6家、汽车维修店5家。镇中心建有一家家乐福便民超市。

### 体育
2021年，弗洛拉克三河镇境内共有1间体育馆、3处网球场、1处马术场以及1处足球或橄榄球场。
截至2023年7月，南洛泽尔足球俱乐部（Football Sud Lozère，编号545503）是弗洛拉克三河镇境内唯一的一家注册足球俱乐部，其主队2023至2024赛季参加洛泽尔省足球联赛乙组（法国第十级别），其主场为拉克鲁瓦塞特球场（Stade de La Croisette）。

### 环境
弗洛拉克三河镇的环境事务由其所属的峡谷-科斯-塞文市镇公共社区联合各级政府协调负责。2021年，弗洛拉克三河镇境内暂无污染企业。

### 治安
2021年，弗洛拉克三河镇市镇范围内有1处宪兵队。
弗洛拉克三河镇国家宪兵队（zone gendarmerie de Florac-Trois-Rivières）的管辖范围共包括39个市镇。2020年，该宪兵队累计记录各类案件447起，其中盗窃类案件242起，经济类案件42起，毒品交易类案件34起。

## 文化
2021年，弗洛拉克三河镇境内共有1家剧场。弗洛拉克三河镇市政府提供市政图书馆（Bibliothèque Municipale），每周二至六向公众开放。

### 建筑
弗洛拉克三河镇境内有多处历史建筑，其中圣昂代奥勒堡出席代表宫为法国国家文物保护单位，弗洛拉克城堡、弗洛拉克圣马丁教堂（Église Saint-Martin de Florac）等是当地的地标性建筑物。

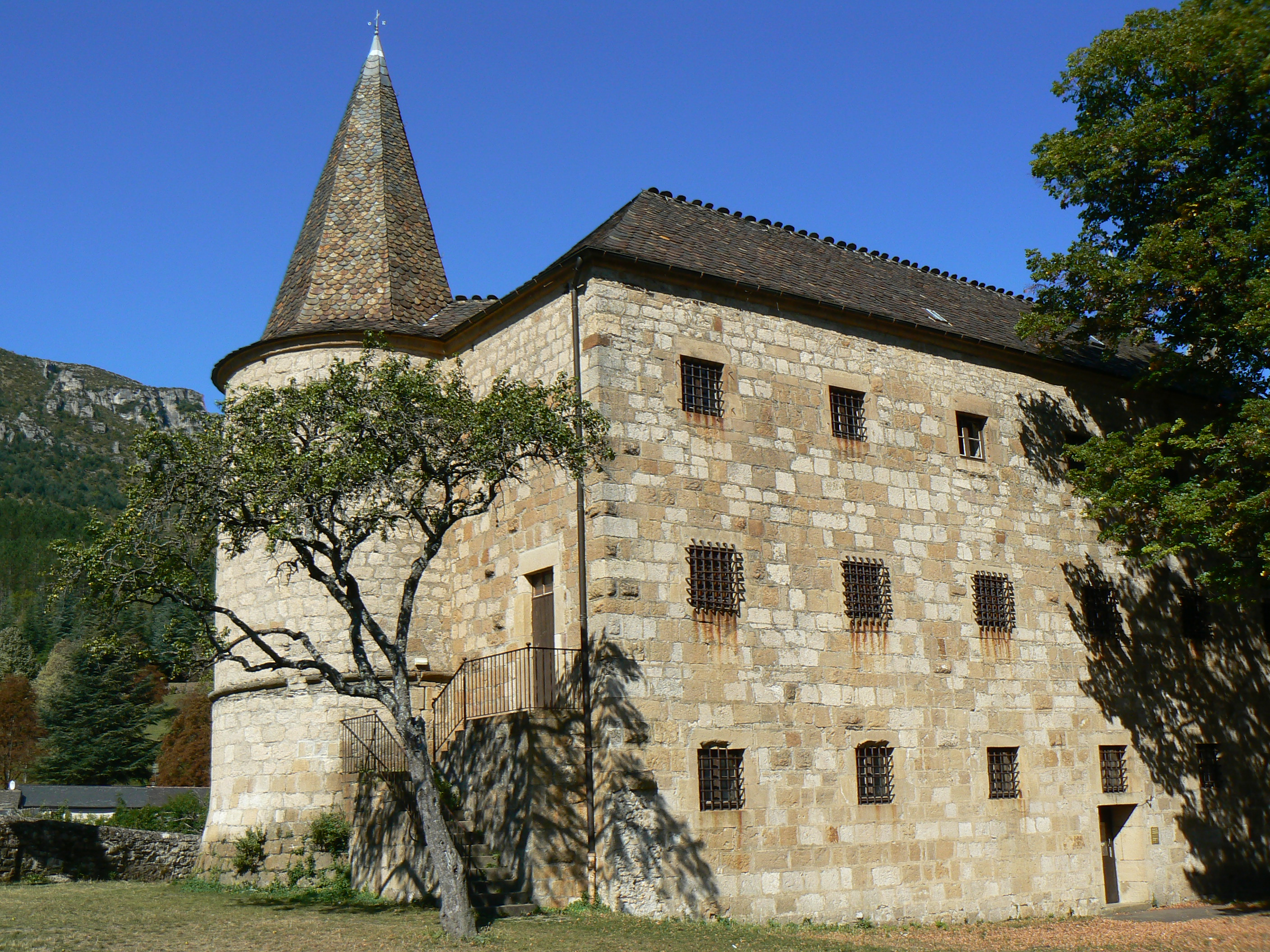
弗洛拉克城堡（法语：Château de Florac）
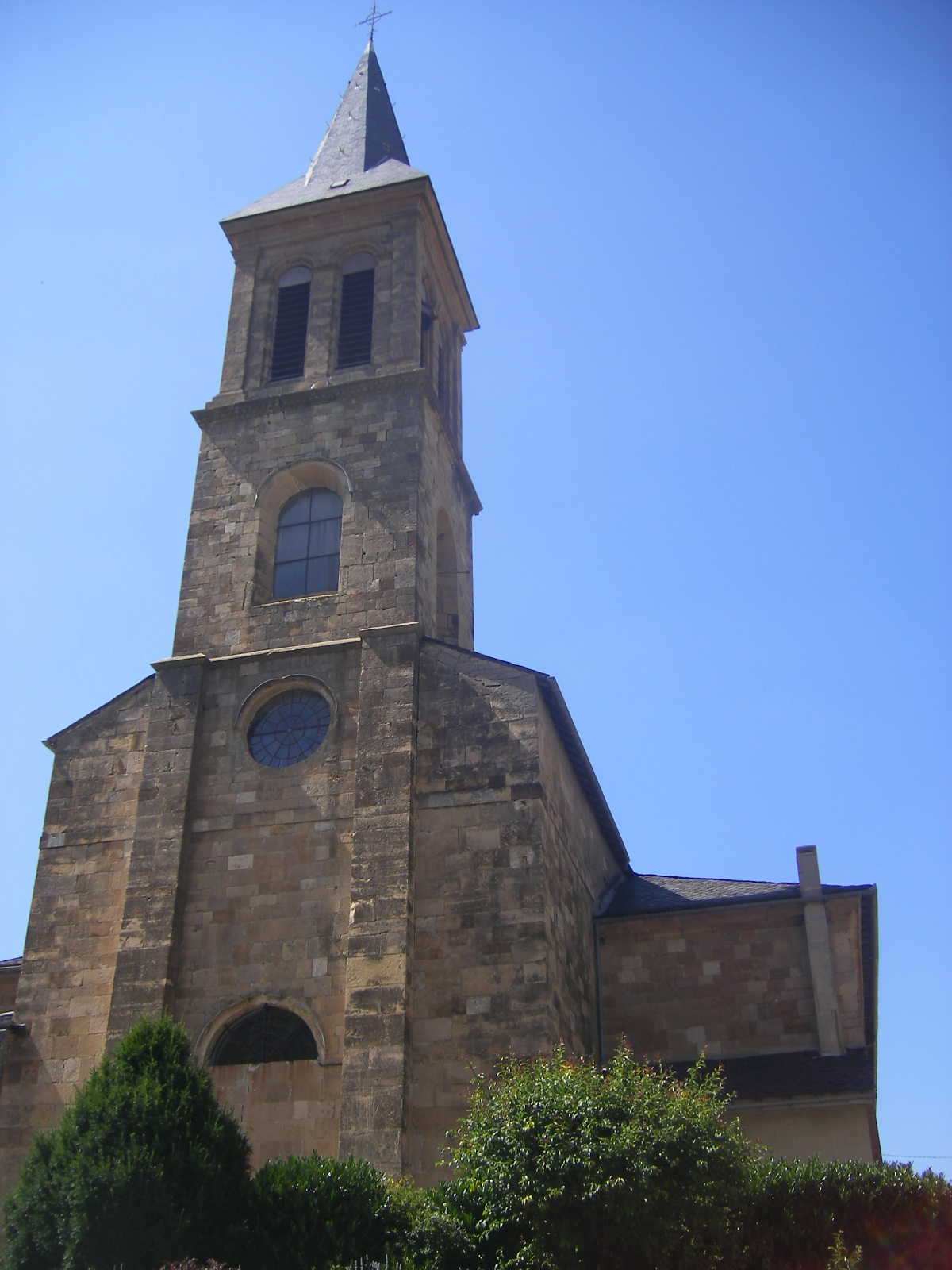
圣马丁教堂 （主楼）
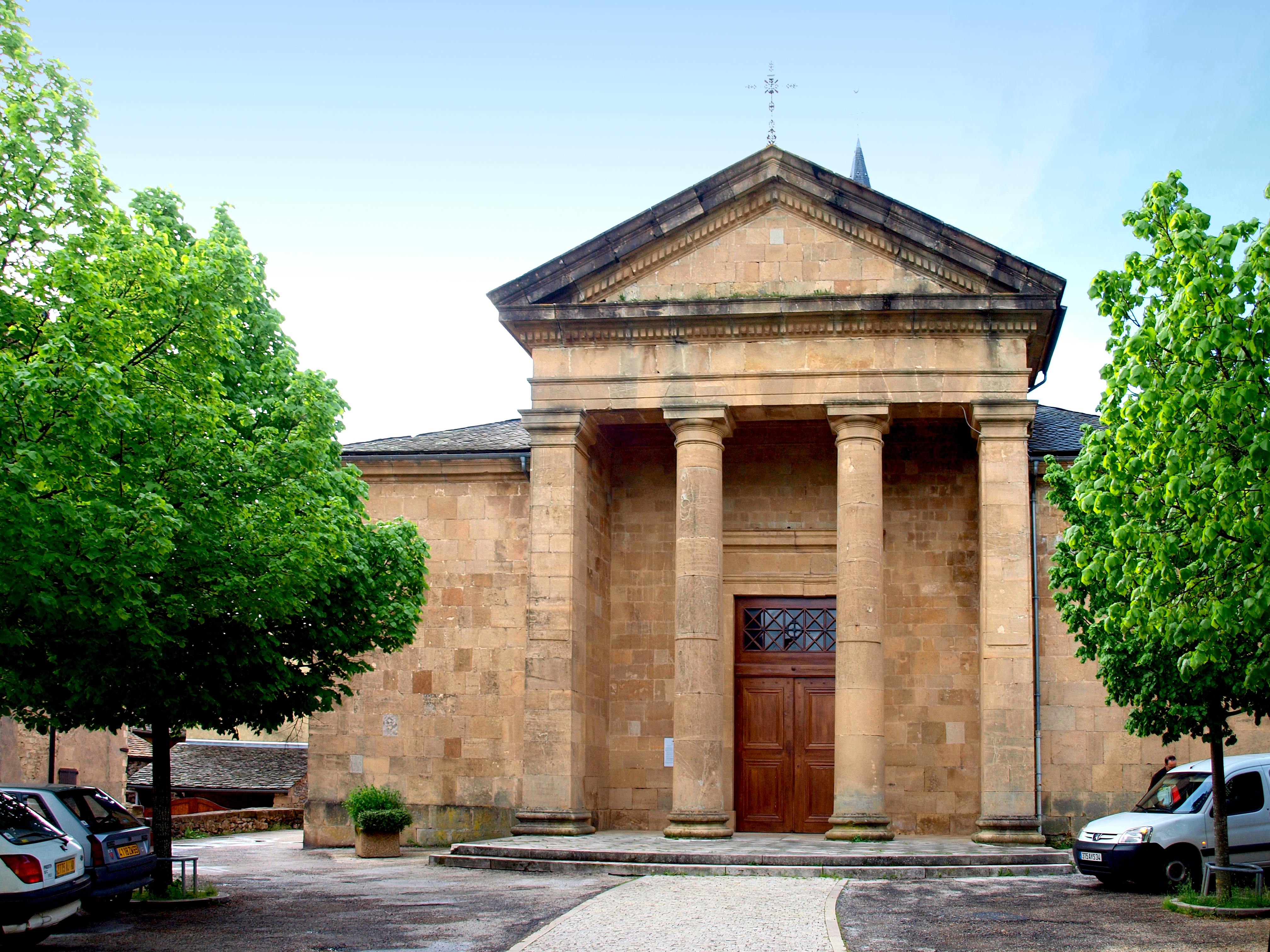
圣马丁教堂 （后门）
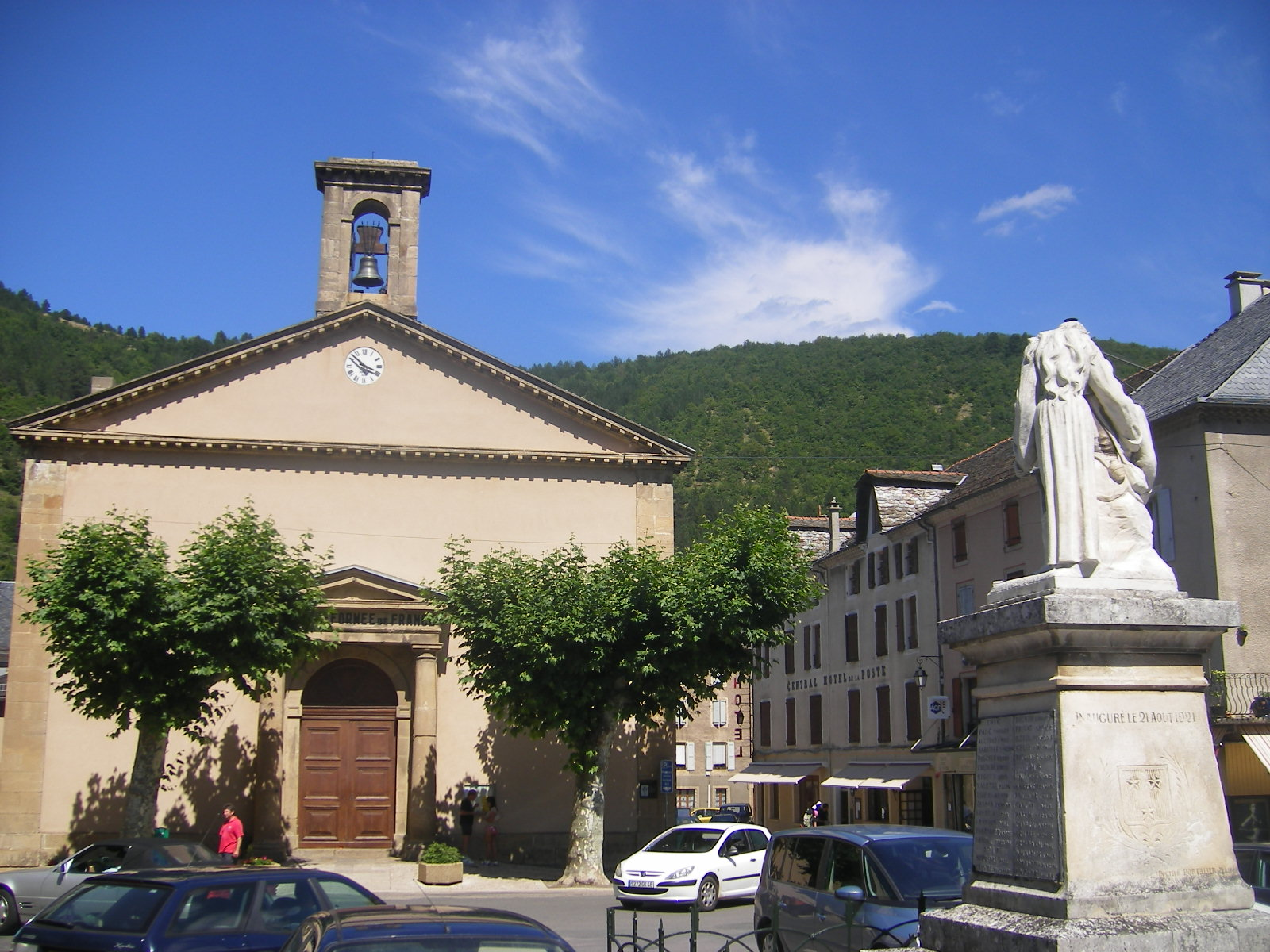
新教教堂
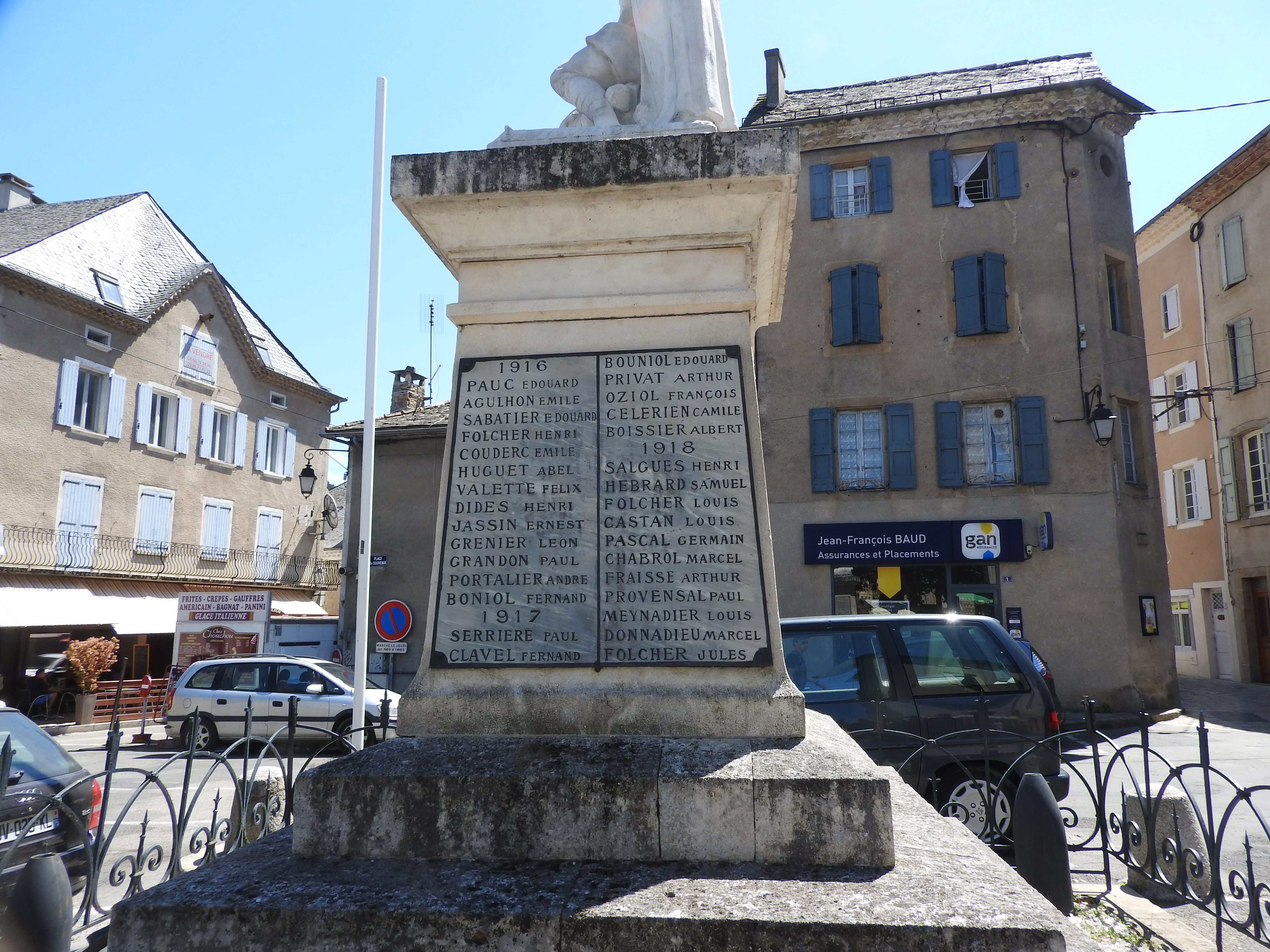
烈士纪念碑
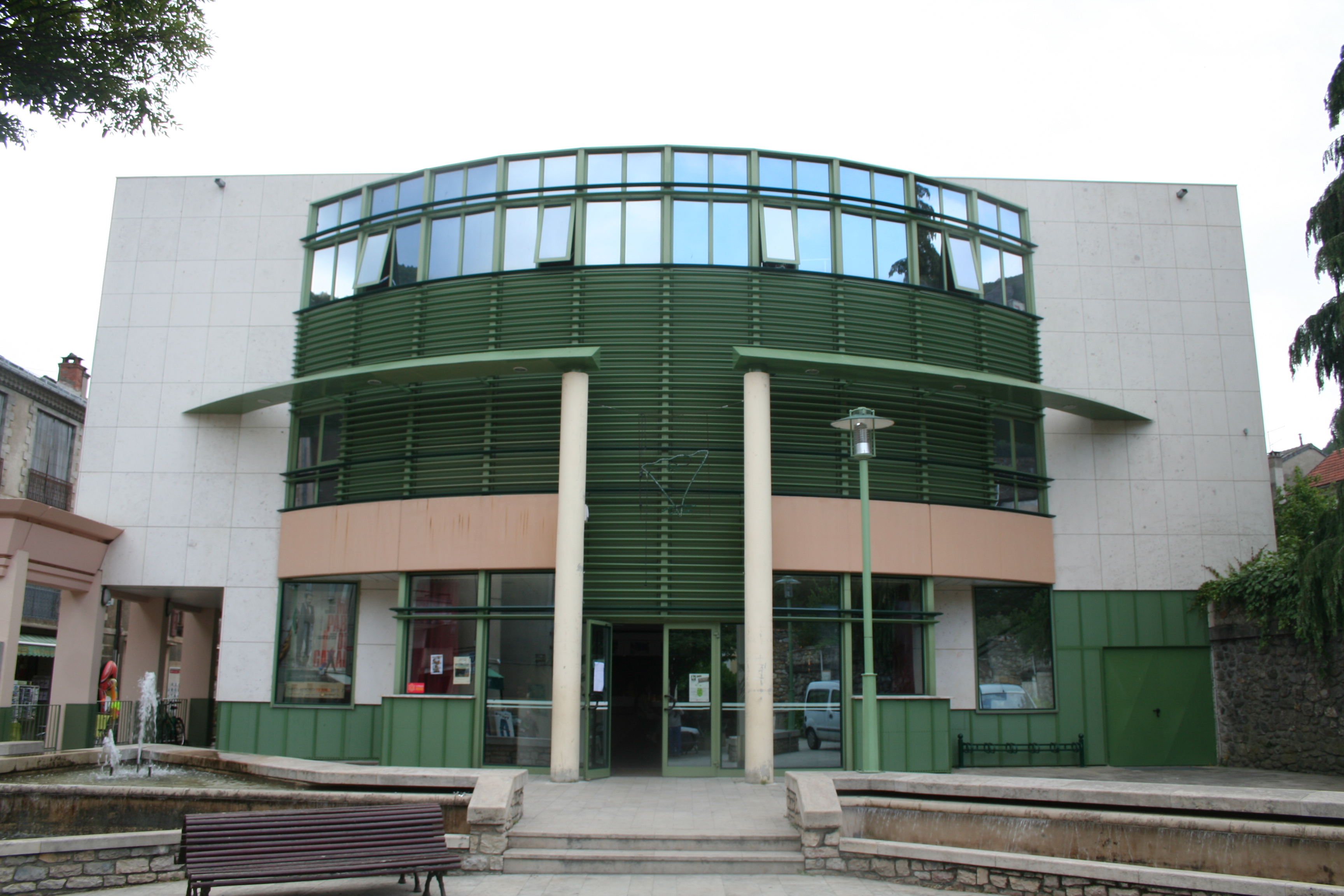
文化中心
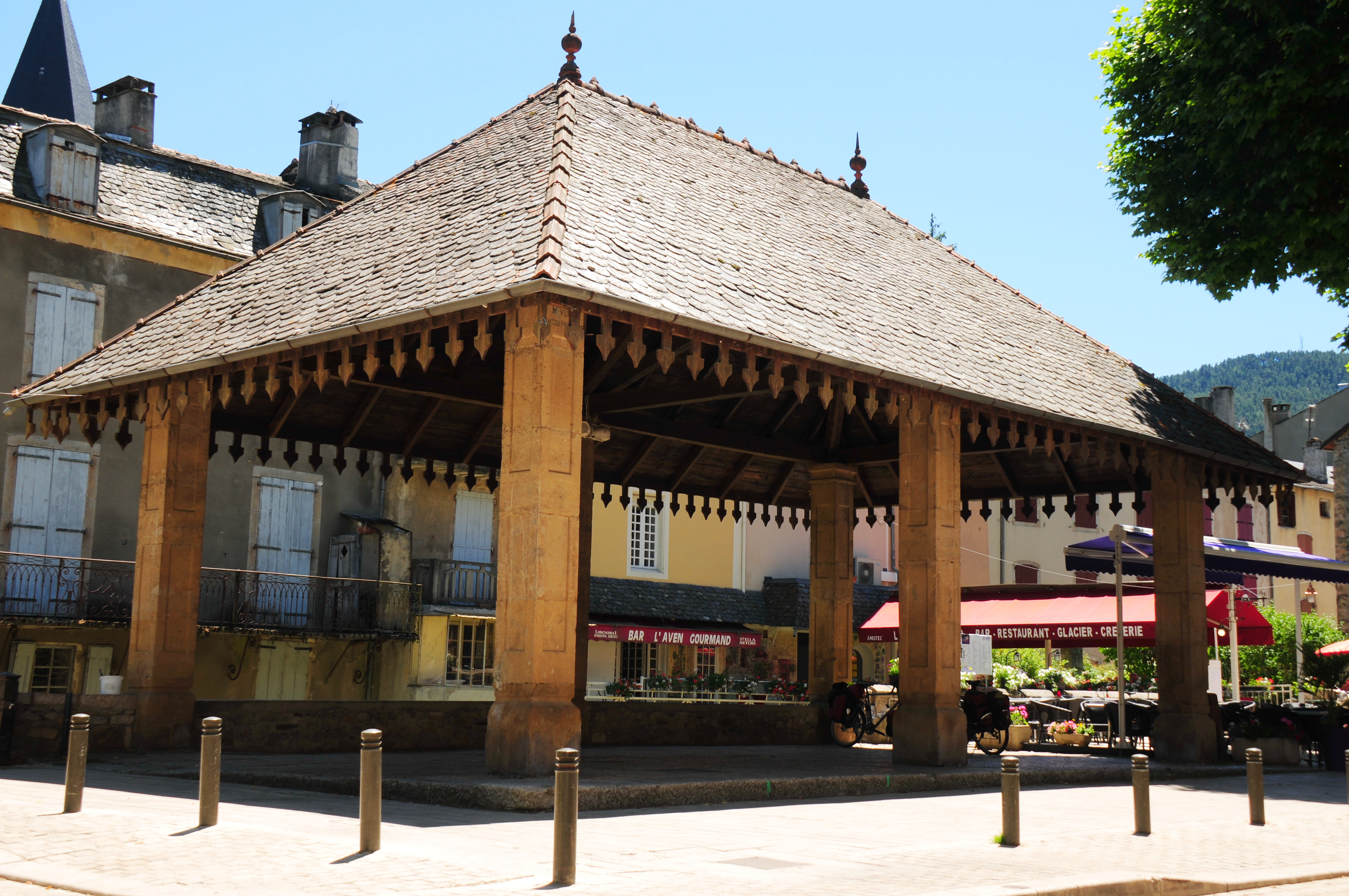
集市大堂

### 旅游
弗洛拉克三河镇的旅游事务由其所属的峡谷-科斯-塞文市镇公共社区负责。2022年，弗洛拉克三河镇境内共有5家酒店共计108间房间；另有5个露营地，可容纳共347辆露营车。

### 媒体
法国主要的媒体均可在弗洛拉克三河镇接收，法国电视三台下属的奥克西塔尼大区频道在部分时段播出弗洛拉克三河镇所在洛泽尔省的地方新闻。《自由南方》、《新洛泽尔周报》、蓝色法兰西加尔-洛泽尔广播、若达娜广播等是当地主要的地方性媒体。

## 相关人物
法国工程师莱昂·布瓦耶出生于弗洛拉克。

## 友好城市
截至2023年7月，弗洛拉克三河镇共与两座城市建立了友好城市关系：
- 西班牙 阿武西亚斯
- 加拿大 朗斯圣让（法语：L'Anse-Saint-Jean）